# Nervus facialis
De nervus facialis, of aangezichtszenuw, is de zevende van de twaalf hersenzenuwen. De zenuw stuurt de spieren aan die verantwoordelijk zijn voor de gezichtsuitdrukkingen. Daarnaast geeft de zenuw de smaakwaarneming van het voorste tweederdegedeelte van de tong en mondholte. Ook maakt de zenuw deel uit van het parasympathisch zenuwstelsel.
De nervus facialis heeft zich ontwikkeld uit de kieuwboogzenuwen van lagere gewervelden.

## Verloop
De nervus facialis bevat zenuwvezels uit de nucleus nervi facialis (motorische tak), de nucleus salivatorius superior (parasympathische tak) en de nucleus tractus solitarii (smaakvezels) en ontspringt aan de achterkant van de pons uit de hersenstam. Vervolgens treedt hij naar buiten in de brughoek om via de meatus acusticus internus in het rotsbeen uit te komen. Daar splitst de zenuw in twee groepen. De eerste groep bestaat uit smaakvezels en vezels voor de secretie van speeksel- en traanklieren. Deze groep loopt binnen de zogeheten canalis facialis van het rotsbeen. De tweede en grootste groep bestaat uit motorische vezels voor de mimische musculatuur van het gezicht (zie innervatie) en verlaat de schedel via het foramen stylomastoideum.

## Innervatie

### Eerste Groep
In het rotsbeen geeft de nervus facialis drie takken af: achtereenvolgens de nervus petrosus major, de nervus stapedius en de chorda tympani. De nervus petrosus major innerveert de traanklier en de neusklieren. De nervus stapedius innerveert de musculus stapedius (stijgbeugelspier) in het oor en de chorda tympani zorgt voor de speekselklieren glandulae mandibularis en sublingualis (behalve de glandula parotis (oorspeekselklier)), de glandula lacrimalis (traanklier) en de smaak in het voorste 2/3 deel van de tong.

### Tweede groep
Via het foramen stylomastoidicum verlopen 2 takken door de oorspeekselklier naar de gelaatsspieren.
- De nervus auricularis posterior[7] heeft zijn cellichaam in het ganglion geniculi. Hij zorgt voor de gevoeligheid van de oorschelp, een deel van de meatus acusticus externus en het trommelvlies.
- De laatste tak bestaat uit verscheidene motorische eindtakken (behalve de nervus stapedius die al voor het foramen stylomastoideum is afgetakt). Deze zijtakken (Latijn: rami) zijn: de rami temporales (naar de slaap, musculus frontalis), rami zygomatici (naar mondhoeken en ogen, musculus orbicularis oculi), rami buccales (naar de mond, periorale spieren), ramus marginalis mandibulae (naar spieren in de buurt van de kin) en de ramus cervicalis (naar de hals, platysma).

## Klinische evaluatie
Bij perifere beschadiging van de nervus facialis ontstaat er een verlamming van alle spieren van de aangedane gezichtshelft. De mondhoek hangt af naar beneden, het oog kan niet meer gesloten worden en de rimpels in het voorhoofd verstrijken. Bovendien kunnen smaak en gehoor gestoord zijn en kan er verminderde vorming van speeksel of traanvocht worden waargenomen.
Bij een verlamming van de nervus facialis valt de musculus stapedius uit, en daarmee ook de demping van het geluid.
Centrale beschadiging van de nervus facialis heeft alleen verlamming van het onderste gedeelte (mond) van het gezicht tot gevolg, aangezien de zenuwen van het bovenste gedeelte (oog, voorhoofd) vanuit twee kanten van de hersenen worden aangestuurd (gedeeltelijk gekruiste innervatie).
Aangezien de nervus facialis door de oorspeekselklier heenloopt, kan een tumor in de speekselklier leiden tot uitvalverschijnselen.
I: N. olfactorius · II: N. opticus · III: N. oculomotorius · IV: N. trochlearis · V: N. trigeminus (N. ophthalmicus · N. maxillaris · N. mandibularis) · VI: N. abducens · VII: N. facialis · VIII: N. vestibulocochlearis · IX: N. glossopharyngeus · X: N. vagus · XI: N. accessorius · XII: N. hypoglossus